# Martjärnen (Rättviks socken, Dalarna)
Martjärnen är en sjö i Rättviks kommun i Dalarna och ingår i Dalälvens huvudavrinningsområde.